# Mathieu Rosmuller
Mathieu Rosmuller (Wehl, 4 april 1978 – Doetinchem, 5 mei 2009) was een Nederlands zanger en gitarist. Rosmuller onderscheidde zich door zijn kenmerkende zangstem en muzikale diversiteit als zanger van onder meer Viva Rosa en Roggel. In 2009 overleed Rosmuller op 31-jarige leeftijd.

## Biografie
Rosmuller groeide op in de Achterhoek waar in zijn tienerjaren een actieve kraakbeweging bestond. Hij maakte als zanger vroeg kennis met de toegankelijkheid van de punkmuziek en leerde zichzelf gitaarspelen. In die tijd speelde hij in verschillende bands die niet lang standhielden. Rosmuller (lokaal bekend van onder andere MUK, Dressed in Plastic, Ramshackle) richtte in 2001 de band Viva Rosa op samen met André Teunissen (Fab Fords en Merry Pierce) en Jorn Kortooms (onder andere Sofia Nero en WYSYWIG). Zijn persoonlijke invloeden bestonden uit Morrissey en The Smiths, zijn eigen muzikale stijl lag meer bij indie en LoFi als Sonic Youth, Dinosaur Jr. en Placebo, maar ook Americana zoals Neil Young. Volgens muziekkrant OOR en andere media benutte de band haar talenten niet optimaal waardoor de band nooit doorbrak naar de top. In 2009 overleed Rosmuller volkomen onverwacht. Een bandlid trof toen het levenloze lichaam van Rosmuller in zijn woning te Doetinchem aan, nadat hij niet op kwam dagen voor een optreden.

## RossieRock
Aansluitend aan zijn begrafenis vond in muziekcafé De Engelenbak te Doetinchem, waar Rosmuller tevens werkzaam was, RossieRock plaats alwaar bevriende muzikanten en dichters middels een open podium Rosmuller de laatste eer bewezen. Hierbij waren onder meer The Grolschbusters en Rosmullers helden Maak en Piepke van de Boegies aanwezig. Tot 2014 was dit een jaarlijks terugkerend festival geworden. bands die onder andere optraden zijn: Cold Fire, Fab Fords, Sofia Nero, The Attitudes, Sour Mash, King Fool, Pulse, Nitro Maniacs, Kajoloos en vele anderen. Op de laatste editie wist organisator Sjaak Janssen de drie overgebleven bandleden van Viva Rosa voor het eerst in vijf jaar weer samen op het podium te krijgen. Aangevuld met gastmuzikanten en -zangers speelden zij Sunrise at Viva Fiesta integraal.

## Trivia
- Rosmuller heeft ook in punkband Roggel gezongen.
- Rosmuller was groot fan van de band Boegies die hij op zijn cd-presentatie had uitgenodigd voor een gastoptreden.
- Rosmuller trad zelf als gastzanger op tijdens twee optredens van De Re-InKanaries in zijn geboorteplaats Wehl en in Langerak.
- Op 11 oktober 2011 werd het leven en overlijden van Rosmuller besproken in het programma Ode aan onze Doden van Omroep Gelderland. Aan het woord kwamen onder meer zijn ouders en bandlid André Teunissen.

## Discografie

### Albums
- Cinderella's Burning E.P. (2003)
- Viva Rosa EP (2005)
- Sunrise At Viva Fiësta C.D. (2008)